# EL/M-2026
EL/M-2026は、イスラエルのエルタ・システムズ社が開発した3次元レーダー。近距離防空（VSHORAD）を目的としており、人力担送も可能なコンパクトなシステムとなっている。

## 概要
本機は、ビーム形成能力に優れたデジタル・ビーム・フォーミング（DBF）方式のアンテナを採用している。また、その他の部品も全て半導体化されている。最大探知距離は25 km (13 nmi)、戦闘機に対しては15 km (8.1 nmi)の探知距離を発揮でき、10-600メートル毎秒の目標に対応できる。なお、捜索中追尾（TWS）能力を備えており、同時に100個の目標を管理できる。